# بركة الهبوط

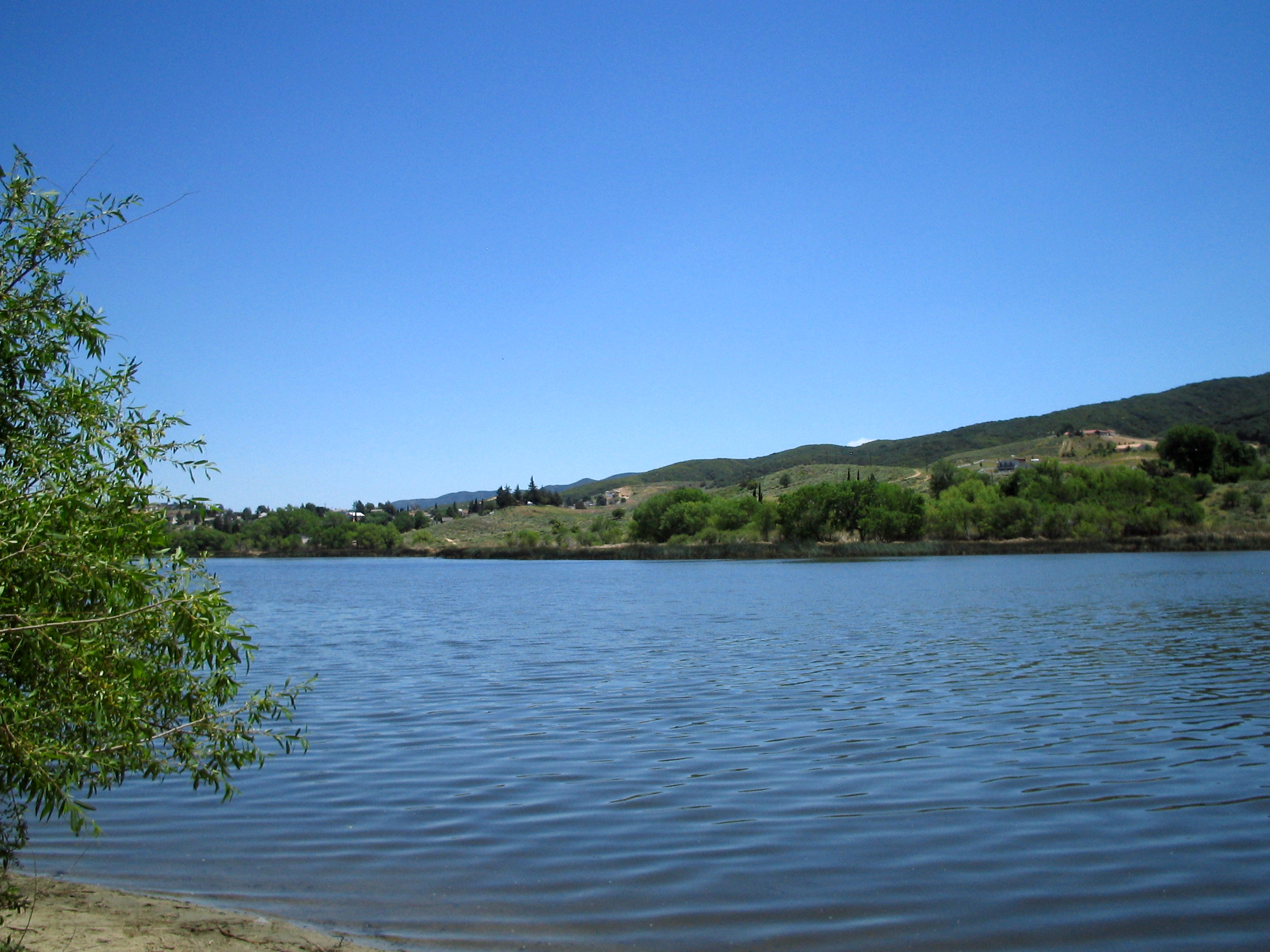
بحيرة إليزابيث هي أحد أمثلة برك الهبوط.

بركة الهبوط (بالإنجليزية: Sag pond)‏، هي حدوث انهيارات أرضية لملء الفراغات في العمق. في المنخفضات الناتجة عن هذه الانهيارات تتجمع المياه، عندما يسمح مناخ الموقع بذلك، فتتكون برك أو بحيرات تُسمى برك الهبوط.